# 通江县
31°55′N 107°15′E / 31.917°N 107.250°E
通江县是中国四川省巴中市辖县，位于四川东北部，渠江支流通江流域，为一个山区县。

## 历史
擂鼓寨遗址出土文物证明，早在新石器时代，这里已经有人类活动。
南朝梁天监四年（505年）入北魏，侨置符阳县，属巴州。西魏大统（535－551年）中析始宁县地置诺水县，属巴州遂宁郡。隋开皇三年（583）废其章郡，省诺水县入始宁县。唐武德三年（620年）复析始宁县地置诺水县，武德八年置壁州。天宝元年（742年）改称通江县至今。

## 地理
通江地处米仓山东段南麓，属中低山区。地形大致呈“三峡两谷”。北部中山喀斯特地貌明显。
主要河流有通江河、月滩河。
通江年均气温16.7℃，年均降雨量1108毫米，全年无霜期281天。

## 行政区划
通江县下辖1个街道办事处、30个镇、2个乡：
壁州街道、诺江镇、民胜镇、火炬镇、广纳镇、铁佛镇、麻石镇、至诚镇、洪口镇、沙溪镇、瓦室镇、永安镇、铁溪镇、涪阳镇、诺水河镇、毛浴镇、泥溪镇、两河口镇、板桥口镇、新场镇、杨柏镇、三溪镇、春在镇、龙凤场镇、空山镇、唱歌镇、陈河镇、青峪镇、兴隆镇、烟溪镇、长坪镇、松溪乡和胜利乡。

## 交通
347国道、 201省道、 302省道

## 文化教育
现全县有小学532所，普通初中19所，普通高中6所，其中通江中学为省级重点中学。全县总在校学生人数达10万余人。

## 文物保护单位
全国重点文物保护单位5处：通江红军石刻标语群、通江千佛岩石窟、白乳溪石窟、红四方面军总指挥部旧址、红四方面军总医院旧址。
省级文物保护单位35处：擂鼓寨遗址、凤凰包遗址、神口河陈氏墓、铁佛蒲氏家族墓、毛浴谢氏墓、王家湾张氏家族墓、鲁班寺、白石寺、小新场独善桥、佛尔岭石窟、佛爷河石窟、赵巧岩石窟、佛尔岩塬石窟、木关坝观音岩石窟、梭垭梁石窟、得汉城摩崖石刻、佛耳岩石窟、隐身洞摩崖造像、云昙古佛洞石窟、中共川陕省委党校旧址、红江县政治保卫局旧址、永安坝八一纪念会会址、通江川陕省工农总医院旧址、大城寨红军烈士墓、毛浴坝会议会址、邝继勋烈士墓、蜀道通江段、得汉城遗址、杨国臣墓、梨园坝民居建筑群、木顶寨张家祠堂、石佛子梁石窟、空山战役遗址、川陕苏区苦草坝后勤中心革命旧址、洪口区公所旧址。

## 风景名胜
- 诺水河，喀斯特地貌风景区，空山天盆

## 历代名人
通江共有10位中国人民解放军将军。

## 自然资源
通江有天然气、大理石、白云石、石膏、煤、铀等储量较为丰富。
通江银耳，中国地理标志产品。是当地最出名的特产，是中国银耳的发祥地，被誉为“中国银耳之乡”，属于国家原产地保护土特产。
除此之外，还有花菇、黑木耳等土特产。